# Lista de membros da Royal Society eleitos em 1666
Esta é uma lista de Membros da Royal Society eleitos em seu sétimo ano, 1666.

## Fellows
- Adrien Auzout (1622-1691)
- Robert Bertie (1630-1701)
- George Cock  (d. 1679)
- John Copplestone (1623-1689)
- Sir Thomas Crisp (d. 1715)
- William Harrington (d. 1671)
- John Hay, 2nd Marquess of Tweeddale (1645-1713)
- Henry Howard, 6th Duke of Norfolk (1628-1684)
- Sir Edmond King (1629-1709)
- Benjamin Lany (1591-1675)
- Nikolaus Mercator (1620-1687)
- George Morley (1597-1684)
- David Murray (d. 1668)
- Edward Nelthorpe (1604-1685)
- Samuel Parker (1640-1688)
- John Robartes (1606-1685)
- Sir Paul Rycaut (1628-1700)